# 브로디아아과
브로디아아과(brodiaea亞科, 학명: Brodiaeoideae 브로디아이오이데아이[*])는 비짜루과의 아과이다. 이전에는 테미스과(Themidaceae)라는 별도의 과로 분류하기도 했다.
이 아과의 이름은 브로디아속에서 유래했다. 이 종들의 원산지는 중앙아메리카부터 북아메리카 서부의 브리티시컬럼비아 주에서 과테말라까지이다.

## 하위 분류
- 브로디아속(Brodiaea Sm.)
- Androstephium Torr.
- Bessera Schult.f.
- Bloomeria Kellogg
- Dandya H.E.Moore
- Dichelostemma Kunth
- Jaimehintonia B.L.Turner
- Milla Cav.
- Muilla S.Watson ex Benth.
- Petronymphe H.E.Moore
- Triteleia Douglas ex Lindl.
- Triteleiopsis Hoover